# Karratin al-Kabir
Karratin al-Kabir – wieś w Syrii, w muhafazie Idlib. W 2004 roku liczyła 93 mieszkańców.